# Edward Hobart Seymour

Edward Hobart Seymour GCB, OM, RN (30 de abril de 1840 - 2 de marzo de 1929) fue un almirante británico.

## Servicio
Sirvió en el Mar Negro hasta la evacuación de Crimea en 1856. Luego del final de la guerra de Crimea, fue asignado al HMS Calcutta, desplegado en China. Tomó parte en la captura de Cantón (diciembre de 1857). En a bordo del HMS Chesapeake tomó parte del ataque a los Fuertes de Taku en septiembre de 1860. 
En diciembre de 1897 fue nombrado comandante en jefe de la estación de China, en paz hasta la Rebelión de los Bóxers. Seymour entonces dirigió a la Brigada Naval en una operación de asistencia a Pekín.
Al momento de su deceso, era el último sobreviviente de los miembros originales (1902) de la Orden del Mérito del Reino Unido.